# Station Risjon Letsion Harisjoniem
Station Risjon Letsion Harisjoniem (Hebreeuws: תחנת הרכבת ראשון לציון - הראשונים Taḥanat HaRakewet Risjon Letsion Harisjoniem) is een treinstation in de Israëlische plaats Risjon Letsion.
Het is een station op het traject Hod Hasjaron-Harisjoniem.
Het station is gelegen aan de regionale weg 431.
Het stationsgebouw ligt aan de straat Sderot Nim en Nîmes Boulevard.
Station Risjon Letsion bestaat uit 2 perrons.
Het station is op 13 september 2003 officieel geopend.
Voorlopig wordt het station gebruikt als eindpunt.
Er zijn echter plannen om de spoorlijn worden door te trekken.
Per uur rijdt er een trein naar Hod Hasjaron, via Lod en Tel Aviv.
| Eindbestemming | Vorig station        | Lijn                     | Volgend station | Eindbestemming       |
| -------------- | -------------------- | ------------------------ | --------------- | -------------------- |
| eindpunt       | Station Beër Ya'akov | Harisjoniem-Hod Hasjaron | Lod             | Hod Hasjaron Sokolov |